# Te Haumi (fleuve)

Le fleuve Te Haumi  (en anglais : Te Haumi River) est un cours d’eau de la région du  Northland de l’Île du Nord de la Nouvelle-Zélande.

## Géographie
Il s’écoule vers le sud dans la Bay of Islands au niveau de la ville de Paihia .